# Nueve semanas y media
Nueve semanas y media (título original 9 ½ Weeks) es una película estadounidense de 1986, dirigida por Adrian Lyne, escrita por Sarah Kernochan y Zalman King y protagonizada por Kim Basinger y Mickey Rourke. Está basada en el libro homónimo de Ingeborg Day (aunque esta autora lo publicó con el seudónimo de Elizabeth McNeill).

## Argumento
Elizabeth (Kim Basinger) es una mujer divorciada que trabaja junto con su amiga Molly (Margaret Whitton) en una galería de arte en Manhattan. Un día conoce a John (Mickey Rourke) y comienza una relación de sexo desenfrenado donde se pondrá a prueba el concepto de lo que significa una relación totalmente apasionada, tanto para la pareja vista como unidad, como para Elizabeth, arrastrada por una serie de cambios personales y sentimientos encontrados, por culpa de su vertiginosa y hasta cierto punto "peligrosa" relación.

## Reparto
| Actor              | Personaje        |
| ------------------ | ---------------- |
| Mickey Rourke      | John Gray        |
| Kim Basinger       | Elizabeth McGraw |
| Margaret Whitton   | Molly            |
| David Margulies    | Harvey           |
| Christine Baranski | Thea             |
| Karen Young        | Sue              |
| William De Acutis  | Ted              |
| Dwight Weist       | Farnsworth       |
| Roderick Cook      | Sinclair         |

## Censura
El metraje de la película también fue motivo de cierta censura por parte de algunos productores, que tras haber ya estrenado la película no solo en los Estados Unidos sino en toda América y Europa, hubo escenas que no les parecieron muy "adecuadas".
Algunas de estas escenas fueron como por ejemplo el famoso juego de un cubito de hielo sobre el cuerpo de la protagonista que en un momento se introduce bajo la prenda íntima de la actriz y da la sensación que bien lo pasea o llega a ser introducido en sus genitales. Esta parte al parecer no fue del agrado de alguno de los productores y fue rigurosoamente eliminada.[cita requerida]
Otra escena es cuando, tras una pequeña pelea en un callejón, el actor va vestido con traje y ella también comienzan a hacer el amor en unas escaleras mientras el agua de la lluvia inunda todo y moja a los actores. De nuevo hacen el amor y mientras se desnudan hay varios momentos que se observa una figura oscura que es el miembro viril del actor, y además de ser de buen tamaño no mira hacia el suelo. Esto también fue molesto para los productores y se eliminaron estos tramos del film.[cita requerida]
Hay más escenas que se eliminaron, pero el problema es que la película ya se había estrenado en casi todo el mundo y se tuvieron que retirar las primeras copias.[cita requerida]

## Banda sonora
Originalmente Stewart Copeland iba a componer la partitura de la película, pero su participación terminó después de que Geffen Records considerara el guion "ofensivo".
El sencillo principal fue "I Do What I Do", interpretada por el guitarrista de Duran Duran, John Taylor, dando su primera actuación en solitario durante un paréntesis en la carrera de Duran Duran. La canción alcanzó el N.º 23 en el Billboard Hot 100 y 42 en el UK Singles Chart. La música para la partitura fue compuesta por Taylor y Jonathan Elías. La música original para la película también fue escrita por Jack Nitzsche, pero sus composiciones no están incluidas en la banda sonora.
La banda sonora también incluyó temas de Luba, Bryan Ferry, Dalbello, Corey Hart, Joe Cocker ("You Can Leave Your Hat On"), Devo, Eurythmics y Stewart Copeland.

## Secuelas
Esta película tuvo una secuela llamada Love in Paris en 1997, que en Estados Unidos fue lanzada como Another 9½ Weeks. Mickey Rourke representa su papel original como John Gray y Angie Everhart coprotagoniza como Lea Calot, una amiga de Elizabeth.
En 1998, una película de precuela, titulada The First 91-2 Weeks protagonizada por Paul Mercurio y Clara Bellar, fue lanzada directamente a vídeo.